# 系統控制臺
系統控制臺（console）是命令行界面的别称。该名称常常特指微软公司所开发的命令行界面及其实现标准，包括MS-DOS及Microsoft Windows下的命令行环境，与POSIX下的终端对应。
取其字面意义，控制台可泛指用于对系统或软件进行管理的应用程序、硬件。
另外，控制台也是任天堂株式会社对其所开发游戏设备的称谓。在任天堂3DS与Nintendo Switch的英文界面中常常可以见到“console”一词。